# 1796 en santé et médecine
| Années de la santé et de la médecine : 1793 - 1794 - 1795 - 1796 - 1797 - 1798 - 1799    |
| Décennies de la santé et de la médecine : 1760 - 1770 - 1780 - 1790 - 1800 - 1810 - 1820 |

Cet article présente les faits marquants de l'année 1796 en santé et médecine.

## Événements
- 14 mai : le médecin anglais Edward Jenner inocule à un jeune garçon le pus d'une fermière atteinte de la vaccine et, comme il le démontrera, il immunise ainsi l'enfant contre la variole.

## Naissances
- 17 février : Philipp Franz von Siebold (mort en 1866), médecin et naturaliste bavarois.
- 1er août : François Désiré Roulin (mort en 1874), médecin, illustrateur et naturaliste français.
- 16 septembre : Jean-Baptiste Bouillaud (mort en 1881), médecin français.